# Ваня Стамболова
Ваня Стамболова е българска състезателка по лека атлетика.
Състезава се на 400 метра гладко бягане и 400 метра бягане с препятствия. На Световното в зала през 2006 година печели сребърен медал в гладкото бягане на 400 м, а на европейското първенство на открито в Гьотеборг същата година печели златен медал в същата дисциплина.
През януари 2007 г. е уличена в употреба на забранени стимуланти (тестостерон) и наказана за две години със спиране на състезателните права.
През 2010 г. печели бронзов медал на Световното първенство по лека атлетика в зала в Доха, Катар, на 400 метра гладко бягане, и сребърен на 400 м с препятствия от Европейското първенство на открито в Барселона.
През 2018 г. е участник в предаването „Фермата 4: Съединение“ по bTV.

## Награди
- Спортист №2 на България – 2006
- Спортист на Балканите – 2006